# Championnat de Jordanie de football 2017-2018
Navigation
Saison précédente Saison suivante
La saison 2017-2018 du Championnat de Jordanie de football est la soixante-neuvième édition du championnat de première division en Jordanie. La compétition est disputée sous forme de poule unique où les douze meilleurs clubs du pays s'affrontent deux fois au cours de la saison, à domicile et à l'extérieur. En fin de saison, les deux derniers du classement sont relégués et remplacés par les deux meilleurs clubs de deuxième division.
C'est Al-Weehdat Club qui est sacré cette saison après avoir terminé en tête du classement final. Il s'agit du seizième titre de champion de Jordanie de l'histoire du club.

## Les clubs participants
- Al-Weehdat Club
- Al-Faisaly Club
- Al-Jazira Amman
- That Ras
- Al Buqa'a
- Al Hussein Irbid
- Al Ramtha Sports Club
- Shabab Al-Aqaba - promu de D2
- Shabab Al-Ordon Club
- Al Yarmouk Amman – Promu de D2
- Mansheyat Bani Hasan
- Al-Ahli Amman

## Compétition
Le barème utilisé pour établir le classement est le suivant :
- Victoire : 3 points
- Match nul : 1 point
- Défaite : 0 point

### Classement
| Rang | Équipe                | Pts | J  | G  | N | P  | Bp | Bc | Diff |
| ---- | --------------------- | --- | -- | -- | - | -- | -- | -- | ---- |
| 1    | Al-Weehdat Club       | 53  | 22 | 16 | 5 | 1  | 45 | 13 | +32  |
| 2    | Al-Jazira AmmanC      | 41  | 22 | 12 | 5 | 5  | 37 | 23 | +14  |
| 3    | Al-Faisaly ClubT      | 41  | 22 | 12 | 5 | 5  | 33 | 18 | +15  |
| 4    | Al Ramtha Sports Club | 39  | 22 | 11 | 6 | 5  | 30 | 16 | +14  |
| 5    | Shabab Al-Ordon Club  | 37  | 22 | 10 | 7 | 5  | 30 | 22 | +8   |
| 6    | That Ras              | 23  | 22 | 5  | 8 | 9  | 19 | 22 | -3   |
| 7    | Al-Ahli Amman         | 23  | 22 | 5  | 8 | 9  | 22 | 31 | -9   |
| 8    | Al Buqa'a             | 23  | 22 | 5  | 8 | 9  | 21 | 33 | -12  |
| 9    | Shabab Al-AqabaP      | 22  | 22 | 5  | 7 | 10 | 28 | 35 | -7   |
| 10   | Al Hussein Irbid      | 22  | 22 | 5  | 7 | 10 | 20 | 31 | -11  |
| 11   | Mansheyat Bani Hasan  | 21  | 22 | 6  | 3 | 13 | 26 | 40 | -14  |
| 12   | Al Yarmouk AmmanP     | 15  | 22 | 4  | 3 | 15 | 16 | 43 | -27  |

|  | Qualification pour la Ligue des champions de l'AFC 2019                                  |
|  | Qualification pour la Coupe de l'AFC 2019                                                |
|  | Relégation directe en deuxième division                                                  |
|  | T : Tenant du titre C : Vainqueur de la Coupe de Jordanie P : Promu de deuxième division |

## Bilan de la saison
| Championnat de Jordanie de football 2017-2018         |                             |
| Champion                                              | Al-Weehdat Club (16e titre) |
| Coupes et trophées                                    |                             |
| Vainqueur de la Coupe de Jordanie 2017-2018           | Al-Jazira Amman             |
| Qualifications continentales                          |                             |
| Ligue des champions de l'AFC 2019 (tour préliminaire) | Al-Weehdat Club             |
| Coupe de l'AFC 2019                                   | Al-Jazira Amman             |
| Promotions et relégations                             |                             |
| Promus en Jordan League                               | Al-Sareeh SC                |
| Promus en Jordan League                               | Al-Salt                     |
| Relégués en First Division                            | Mansheyat Bani Hasan        |
| Relégués en First Division                            | Al Yarmouk Amman            |